# Pterobunocephalus dolichurus
Pterobunocephalus dolichurus is een straalvinnige vissensoort uit de familie van de braadpan- of banjomeervallen (Aspredinidae). De wetenschappelijke naam van de soort is voor het eerst geldig gepubliceerd in 1941 door Delsman.